# IBM PS/2

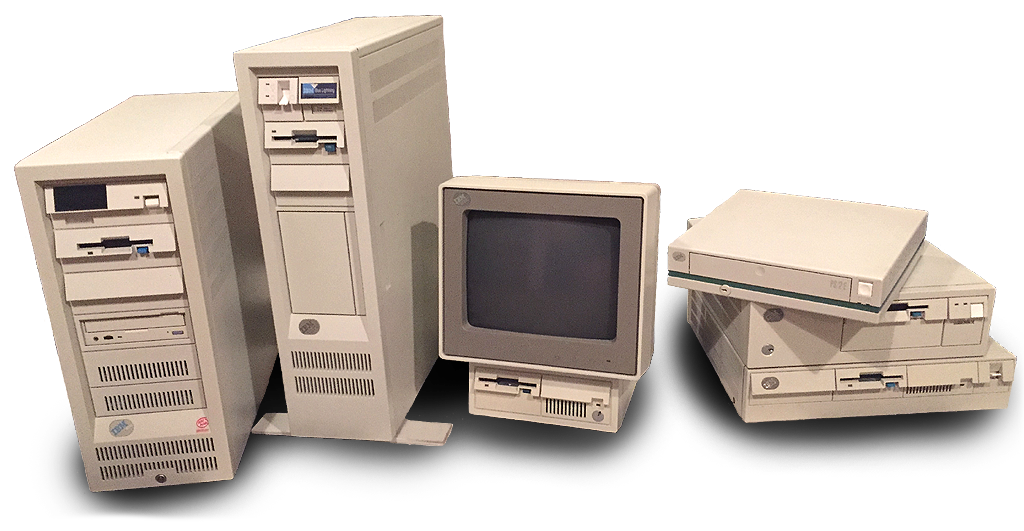
IBM PS/2 시리즈의 컴퓨터들

IBM PS/2(IBM Personal System/2) 또는 간단히 PS/2는 IBM의 3세대 개인용 컴퓨터이다. 1987년 출시되었으며, 공식적으로 IBM 라인업의 IBM PC, XT, AT, PC 컨버터블을 공식적으로 대체하였다.
PS/2 계열과 동시에 OS/2 운영 체제가 발표되었으며 인텔 286 이상의 프로세서 모델용 주요 운영 체제가 되는 것이 목적이었다. 그러나 초기에는 오직 PC DOS만 이용이 가능했다. OS/2 1.0 (텍스트 모드 전용)과 마이크로소프트 윈도우 2.0은 수개월 뒤에서야 이용이 가능해졌다. 또, IBM은 인텔 386 이상 프로세서를 갖춘 PS/2 모델용 유닉스 운영 체제인 AIX PS/2도 출시하였다.

## 기술

### 키보드/마우스

#### 레이아웃
PS/2 IBM 모델 M 키보드는 이전 IBM PC/AT 확장 키보드의 동일한 101키 레이아웃을 사용하였으며, 이는 오리지널 IBM PC 자판에서 비롯된 것이다.

#### 인터페이스

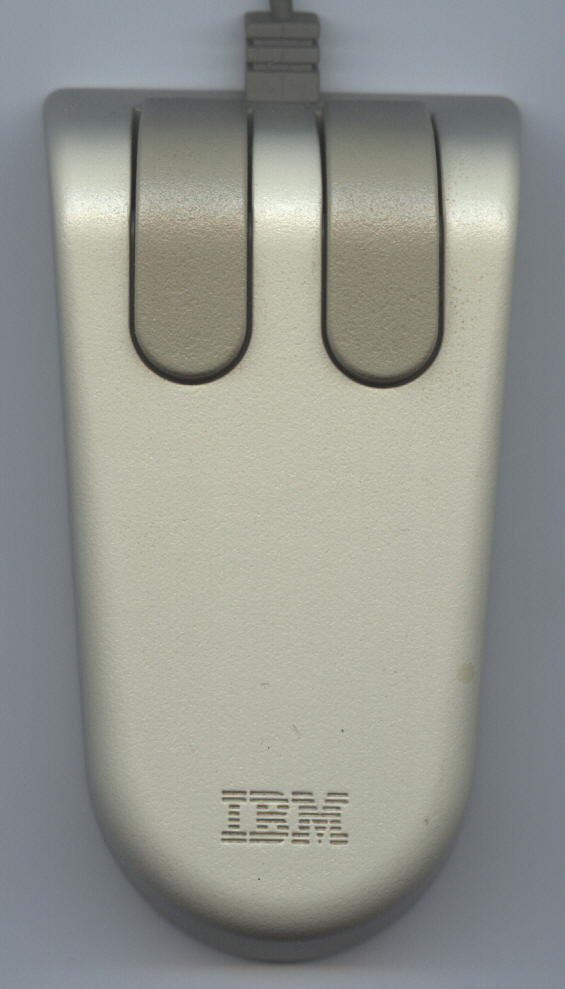
오리지널 IBM PS/2 마우스.

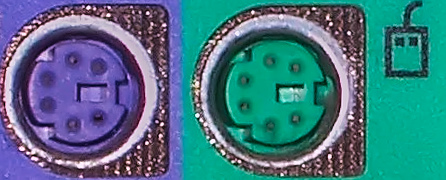
PS/2 연결 포트. (PC 97에 따르면 키보드는 보라색, 마우스는 녹색임) 입력 장치 연결에 흔히 사용된다.

PS/2 시스템에는 키보드와 마우스 인터페이스를 위한 새로운 사양을 도입하였으며, 오늘날에도 여전히 쓰이고 있으므로 "PS/2" 인터페이스라고 부른다.

### 그래픽스
모니터:
- 8504: 12", 640X480, 60HZ 순차 주사 방식, 1991, 모노크롬
- 8507: 19", 1024X786, 43.5HZ, 비월 주사 방식, 1988 모노크롬
- 8511: 14", 640X480, 60HZ 순차 주사 방식, 1987
- 8512: 14", 640X480, 60HZ 순차 주사 방식, 1987
- 8513: 12", 640X480, 60HZ 순차 주사 방식, 1987
- 8514: 16", 1024X786, 43.5HZ, 순차 주사 방식, 1987
- 8515: 14", 1024X786, 43.5HZ, 순차 주사 방식, 1991
- 8516: 14", 1024X786, 43.5HZ, 순차 주사 방식, 1991
- 8518: 14", 640X480, 75HZ 순차 주사 방식, 1992
- 9515: 14", 1024X786, 43.5HZ, 순차 주사 방식, 1992
- 9517: 16", 1280X1024, 53HZ, 비월 주사 방식, 1991
- 9518: 14", 640X480, 순차 주사 방식, 1992

## 같이 보기
- IBM PC 시리즈
- IBM PC 주니어(IBM PCjr)